# Panorama (tygodnik śląski)
Panorama (Panorama Śląska) – ilustrowany tygodnik wydawany od 16 maja 1954 w Katowicach. Ze względu na silną pozycję katowickiego aparatu partyjnego „Panorama” mogła pozwolić sobie na nowinki niechętnie widziane przez cenzurę w innych czasopismach w PRL, np. na publikowanie fotografii aktów. Ciekawym elementem czasopisma były publikowane w nim felietony popularyzujące heraldykę, autorstwa Szymona Kobylińskiego.

## Redaktorzy naczelni
- Stanisław Sokołowski
- Jan W. Gadomski
- Łukasz Wyrzykowski
- Grażyna Burzyńska (1994–1995)